# 県道114号 (台湾)
県道114号（けんどう114ごう）は、桃園市新屋区から台北市萬華区を結ぶ、全長56.379kmの台湾の県道である。県道116号と台3線と県道106号とのそれぞれと重複区間がある。

## 通過する自治体
- 桃園市
  - 新屋区
  - 中壢区
  - 楊梅区
  - 平鎮区
  - 中壢区
  - 八徳区
- 新北市
  - 鶯歌区
  - 樹林区
  - 板橋区
- 台北市
  - 萬華区

## 接続する道路
- 台61線
- 台15線
- 県道115号
- 台66線
- 台31線
- 国道1号（インターチェンジ）
- 台1線
- 県道113号
- 県道110甲線
- 台4線
- 県道110号
- 市道107号
- 県道116号
- 台3線
- 市道106号
- 市道106甲線
- 台3線

## 施設
- 桃園市立永安国民中学
- 新屋区公所
- 桃園市立新明国民中学
- 衛生福利部中央健康保険署北区業務組
- 桃園市立八徳国民中学
- 国防大学
- 縱貫線山佳車站
- 国立台湾藝術大学
- 国立華僑実験高級中学
- 新北市政府